# Cuentos de Jacinta Pichimahuida
Cuentos de Jacinta Pichimahuida é um livro argentino constituído por uma recompilação das histórias escritas nos anos 1940, por Abel Santa Cruz, e publicadas originalmente na revista argentina Patoruzú. Em 1967, essas histórias foram reunidas em livro e publicadas pela editora Dintel, de Buenos Aires. Os contos e seus personagens deram origem à telenovela mexicana Carrusel, produzida em 1989 pela rede Televisa. 
As histórias de Abel Santa Cruz receberam a primeira adaptação para os meios de comunicação eletrônicos em 1964, na Argentina, na forma de uma radionovela, sendo, depois, adaptadas para uma telenovela e um seriado de TV intitulado Jacinta Pichimahuida, la maestra que no se olvida, em 1966, e Señorita Maestra, em 1983. A trama também foi para o cinema, em dois filmes - o primeiro, Jacinta Pichimahuida, la maestra que no se olvida, de 1974,  e o segundo, Jacinta Pichimahuida se Enamora, em 1977. Entre 1975 e 1976, os personagens de Abel Santa Cruz foram transformados em caricaturas e apareceram em histórias em quadrinhos, em preto e branco, com as histórias da professora e seus alunos. Em 1989, a Televisa produziu a telenovela Carrusel  -  a primeira versão mexicana - e, em 1992, a continuação - Carrusel de las Américas. Em 2002, foi gravada ¡Vivan los niños!, também da Televisa. As três versões mexicanas foram todas exibidas no Brasil, pelo canal SBT. A partir de 2012, a emissora de Silvio Santos também produziu sua própria versão.
Um fato curioso, é que a versão mexicana de 1989, "Carrusel", fez um grande sucesso na Coreia, sendo conhecida inclusive pelo título de "Coro de Anjos" ( 천사들의 합창 ). Quando o livro Cuentos de Jacinta Pichimahuida foi traduzido para o coreano e lançado naquele país, os personagens foram ilustrados com as mesmas roupas e características da novela de 1989.

## História
Na trama original o autor conta histórias de uma turma de alunos do primário e sua professora - Jacinta Pichimahuida. A protagonista "Jacinta" é uma personagem baseada em uma professora real de mesmo nome, que deu aulas ao autor, Abel Santa Cruz, na década de 1920, em uma escola primária de Caballito. Porém a professora real não tinha o sobrenome "Pichimahuida", que foi criado pelo autor, para que ela não fosse reconhecida. Quando adulto, nos anos 1940, Santa Cruz escreveu as aventuras da turma de alunos, da qual ele fazia parte, e publicou-as  na revista Patoruzú, antes de reuní-las em seu livro Cuentos de Jacinta Pichimahuida.

### Personagens
Alguns personagens mudaram de nome quando a trama foi adaptada para o México em 1989. A personagem "Etelvina Baldasarre" se tornou "Maria Joaquina Villaseñor"; "Meche Ferreyra" se tornou "Valéria"; "Palmiro Cavallasca" virou "Jaime Palilo". A própria professora "Jacinta" se tornou "Jimena", no México, e "Helena", na dublagem feita para o Brasil. Os únicos que mantiveram os mesmos nomes originais argentinos, na versão mexicana de 1989, foram "Bibi", "Carmem", "Kokimoto" e "Cirilo" (apesar de o nome argentino ter sido "Cirilo Tamayo" e o mexicano, de 1989, "Cirilo Rivera").
Na versão "¡Vivan los niños!" de 2002 todos os personagens ganharam nomes diferentes, mas grande parte de suas personalidades foram mantidas iguais às dos personagens originais de Abel Santa Cruz. Um exemplo disso são os personagens correspondentes a "Cirilo" e "Maria Joaquina", que, em 2002, eram "Angelo Bueno" e "Simoninha Molina". Também "Jaime", "Davi" e "Valéria" se tornaram "Lucas," "Diogo" e "Marissol", em 2002.
Já na versão de 2012 do SBT, somente alguns poucos sobrenomes foram mudados. Por exemplo, Maria Joaquina teve o sobrenome mexicano "Villaseñor" trocado por "Medsen", e "Jorge Del Salto" virou "Jorge Cavalieri".

### Nomes alternativos dos personagens
- Jacinta Pichimahuida (Helena Fernandes)
- Directora Ezcurra (Diretora Olívia)
- Efraín (Firmino)
- Palmiro Cavallasca (Jaime Palillo)
- Cirilo Tamayo (Cirilo Rivera)
- Etelvina Baldasarre ("Maria Joaquina Villaseñor" ou "Maria Joaquina Medsen")
- Mercedes "Meche" Ferreyra (Valéria)
- Aquiles Strabucco (Davi Rabinovich)
- Carola Quiñones ("Laura")
- Canuto Carsio (Paulo Guerra)
- Clavelina Carsio (Marcelina Guerra)
- Fito Zabala (Daniel Zapata)
- Carmen Caricati (Carmen Carrilho)
- Masharu Kokimoto (Kokimoto Mishima)
- Bibi Schmidt - Bibi Smith
- Adrián Salvatierra (Adriano Ramos)
- "Enéas" ou "Jorge Batallán" ("Jorge Del Salto" ou "Jorga Cavalieri") *Obs: Este personagem teve um nome no livro, e outro diferente na televisão.
- Mateo Sagreras *Obs: Este personagem não possui uma contraparte definida nas versões mexicanas e nem na brasileira. Embora ele apresente características do "Mário Ayala" (como seu amor pelos animais), ele também possui características do "Davi Rabinovich" (como o fato de sacrificar sua tartaruga de estimação para curar sua avó, ou o Firmino na versão mexicana)
- Pedro Anselmi *Obs: Este também não foi adaptado nas versões do México e Brasil, embora ele também seja parecido com o Mário, devido às dificuldades que passa em casa com sua madrasta.

## Capítulos do livro
Títulos em espanhol e suas traduções para português:
- Veintitantos años después - Casi prólogo a una sonriente y enternecida nostalgia ("Vinte e tantos anos depois - Quase um prólogo a uma sorridente e terna nostalgia")
- Blanco y Negro I ("Branco e Negro 1")
- Blanco y Negro II ("Branco e Negro 2")
- Graciela
- Batata asada ("Batata assada")
- Invitación ("O convite")
- El vestido celeste ("O vestido azul")
- Mapas
- Ortografia
- Laucha ("A rata")
- 1924
- Cohetes en la cola I (?)
- Cohetes en la cola II (?)
- Anís
- Una violeta para Graciela ("Uma violeta para Graziela")
- El festival de la cooperadora I ("O festival da cooperativa 1")
- El festival de la cooperadora II ("O festival da cooperativa 2")
- Sábado a la tarde ("Sábado à tarde")
- La estampilla ("A figurinha")
- El envidioso ("O invejoso")
- El intelectual ("O intelectual")
- El pescadito ("O peixinho")
- Golosinas ("Doces")
- Liliana Taroli
- La escarapela ("A insígnia")
- Nerón ("Nero")
- Ulises
- Vacaciones de invierno ("Férias de inverno")
- Jardín Zoológico